# Aurora Rodríguez Carballeira
Pour les articles homonymes, voir Rodriguez et Carballeira.
Aurora Rodríguez Carballeira, née à Ferrol, en Galice, le 23 avril 1879 et morte le 28 décembre 1955 dans la clinique psychiatrique de Ciempozuelos, près de Madrid, est la mère de l'enfant prodige et jeune féministe espagnole Hildegart Rodríguez Carballeira qu'elle assassine le 9 juin 1933.
Atteinte de paranoïa, condamnée sous la République espagnole, incarcérée à la prison pour femmes de Ventas et décédée sous l'Espagne franquiste, son histoire a donné lieu à de nombreuses études universitaires, livres et films.

## Biographie
Aurora Rodríguez Carballeira est née en 1879 à Ferrol, dans la province de La Corogne, en Galice. Fille du couple formé par Anna Carballeira Lopes  et Francisco Rodríguez Arriola, Aurora grandit dans un milieu aisé de la bourgeoisie galicienne.
Sa sœur Josefa a un fils, Pepito Arriola, qu'Aurora prend sous son aile lorsque l'adolescent a 16 ans. Enfant prodige, il devient célèbre, étant considéré comme le Mozart espagnol. Ce succès influence Aurora qui décide de concevoir un enfant dans le but d'en faire également un prodige : elle conçoit Hildegart, qui naît en 1914 à Madrid, dans l'objectif d'en faire la fille parfaite.
Sa fille Hildegart devient alors une personnalité internationale, jusqu'à ce que celle-ci, militante féministe dès son adolescence, prenne son envol et son autonomie en devant une figure politique et jeune avocate sous la République.

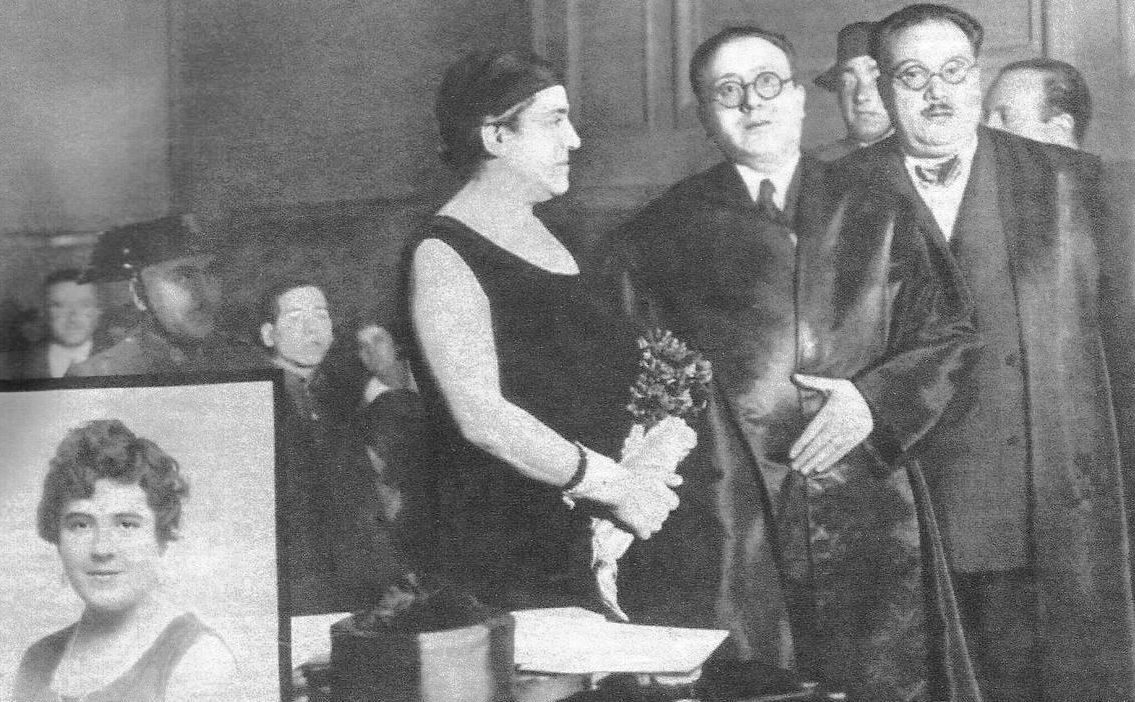
Le procès d'Aurora Rodríguez Carballeira pour l'assassinat de sa fille Hildegart (1934).

Aurora, atteinte de paranoïa, ne supporte pas la liberté de sa fille. Elle assassine Hildegart le 9 juin 1933. Jugée pour cet infanticide en 1934 et condamnée à vingt-six ans de prison, elle est incarcérée à la prison pour femmes de Ventas, à Madrid. Sans jamais regretter son meurtre, elle décède d'un cancer à la clinique psychiatrique de Ciempozuelos le 28 décembre 1955.
Morte sous la dictature franquiste, elle est inhumée dans une fosse commune. Son histoire, popularisée par le journaliste et écrivain Eduardo de Guzmán en 1972, est relatée par des travaux universitaires en criminologie et sociologiedepuis les années 1970 jusqu'à nos jours, ainsi que par des œuvres de la culture européenne contemporaine, tels que La Mère de Frankenstein, livre de l'écrivaine Almudena Grandes (2020) ou encore le film La Vierge rouge de Paula Ortiz (2024).

## Postérité
- Aurora de sangre (Vida y muerte de Hildegart), livre d'Eduardo de Guzmán publié en 1972;
- Ma fille Hildegart (1977)[15], film réalisé par Fernando Fernán Gómez, scénario de Rafael Azcona. Aurora est jouée par Amparo Soler Leal[16];
- Auroras Anlaß. Erzählung, Zurich 1987 (Le Mobile d'Aurora, Stock 2002), de l'écrivain autrichien Erich Hackl, adapté à la Comédie-Française[17].
- La Vierge rouge (2014), réalisé par Sheila Pye. Aurora est jouée par Maribel Verdú[18];
- Hildegart oder Projeket : Superwoman (2016), réalisé par Barbara Caspar[19];
- La Mère de Frankenstein, roman d'Almudena Grandes (2020);
- La Vierge rouge (2024)[20], film réalisé par Paula Ortiz sur un scénario de Clara Roquet[21]. Aurora est jouée par la comédienne Najwa Nimri[22] et sa fille Hildegart par la jeune actrice Alba Planas[23].